# Bukovčić (groblje u Tuzli)
Bukovčić je židovsko groblje u Tuzli. Nalazi se u ulici prof. dr Ibre Pašića. Na Bukovčiću je i muslimansko groblje.

## Povijest
Kad su tuzlanski Židovi za svoje potrebe 1906., kod Zavoda sv. Krunice (Klostera) sagradili sinagogu (Templ). Židovi su groblje imali na Bukovčiću.